# Deniss Ivanovs
Deniss Ivanovs (Liepāja, 11 gennaio 1984) è un ex calciatore lettone, di ruolo difensore.

## Palmarès

### Club

#### Competizioni nazionali
- Campionato lettone: 3

Metalurgs Liepaja: 2005, 2009
Liepāja: 2015
- Coppa di Lettonia: 1

Metalurgs Liepaja: 2006
- Baltic League: 1

Metalurgs Liepaja: 2007
- Coppa d'Azerbaigian: 1

FK Baku: 2011-2012

#### Competizioni internazionali
- Baltic League: 1

Metalurgs Liepaja: 2007